# Isla de Ogoz
Isla de Ogoz (en francés: Île d'Ogoz; en alemán: Ogoz-Insel) es una isla situada en el país europeo de Suiza, que administrativamente es parte del cantón de Friburgo (Canton de Fribourg; Kanton Freiburg) en la parte final del lago de Gruyère.
La isla fue creada en 1948, cuando se aumenta el nivel de agua en el lago de Gruyère. Se hicieron trabajos para construir la presa Rossens de 1945 a 1948. La isla fue una vez un punto alto en el que se construyó el castillo Ogoz que probablemente fue edificado en el siglo XIII.